# Гейл Бротон
Гейл Бротон (англ. Gayle Broughton, нар. 5 червня 1996) — новозеландська регбістка, срібна призерка Олімпійських ігор 2016 року.

## Виступи на Олімпіадах
| Олімпіада           | Дисципліна | Місце |
| ------------------- | ---------- | ----- |
| Ріо-де-Жанейро 2016 | регбі-7    | 2     |

## Зовнішні посилання
- Гейл Бротон — олімпійська статистика на сайті Sports-Reference.com (англ.) (архівна версія)

1. ↑  https://www.teaomaori.news/maori-athletes-competing-rio-olympics-2016
2. ↑  https://www.olympic.org.nz/athletes/gayle-broughton/
3. 1 2  https://www.stuff.co.nz/sport/olympics/125744521/from-kerikeri-to-invercargill-where-new-zealands-tokyo-olympians-went-to-school